# Ілія Петров
Ілія Петров (6 липня 1903, Разград, Болгарія — 18 травня 1975, Софія, Болгарія) — болгарський художник, портретист, педагог, професор, член Болгарської академії наук (1971).

## Біографія
Вивчав живопис у Софії і Мюнхені. Стажувався в Німеччині, Італії, Франції.

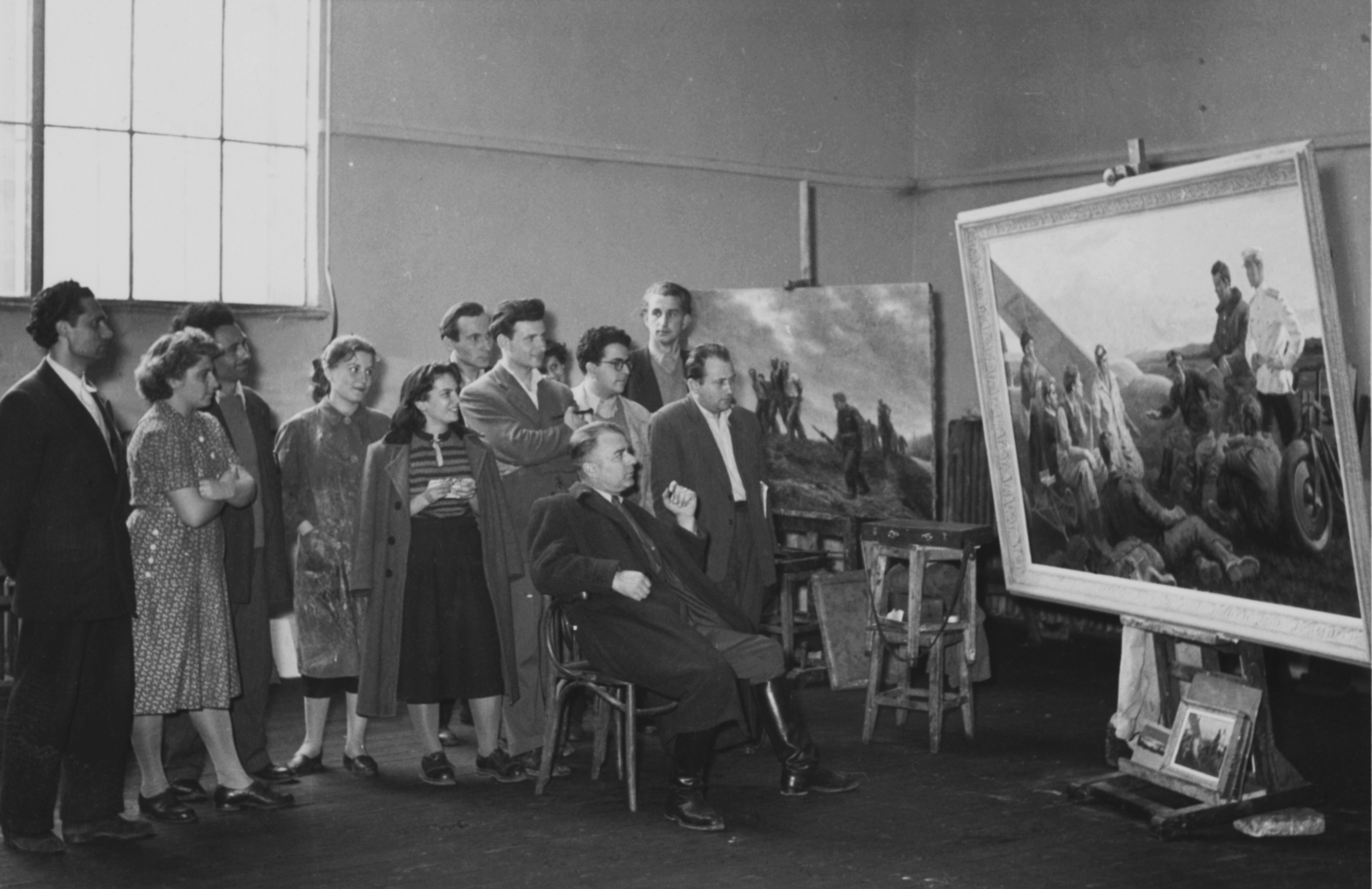
Професор Ілія Петров (сидить в центрі) серед учнів на захисті дипломної роботи. 1955 р.

З 1940 року викладав у Художній академії (Софія). Був заступником ректора академії.
У 1971 був обраний членом Болгарської академії наук.

## Творчість
Ілія Петров — один із найвидатніших майстрів живопису Болгарії. Створив ряд портретів своїх сучасників (Дори Габе, Миколи Райнова, Людмили Стоянової та ін).
Його картини на історико-революційні теми характерні своєю суворою патетикою, виразним лаконізмом, стриманістю колориту (полотно «Розстріл», 1954; «Партизанська пісня», 1959 — обидва в Національній художній галереї, Софія). Як художник, Ілія Петров спеціалізувався не тільки на сюжетно-тематичних композиціях в станковому живописі. Він створив ряд робіт в монументально-декоративному жанрі (розпис «Дев'яте вересня» в кінотеатрі «Дмитро Благоєв» у Софії, 1947 . Ілія Петров був досвідченим художником (графічні цикли, портрети, серія малюнків «Іспанія», 1939), займався скульптурою.
Помер у 1975 році в Софії.

## Пам'ять
Зараз ім'я художника носить Національна художня гімназія витонченого мистецтва в Софії.

## Визнання

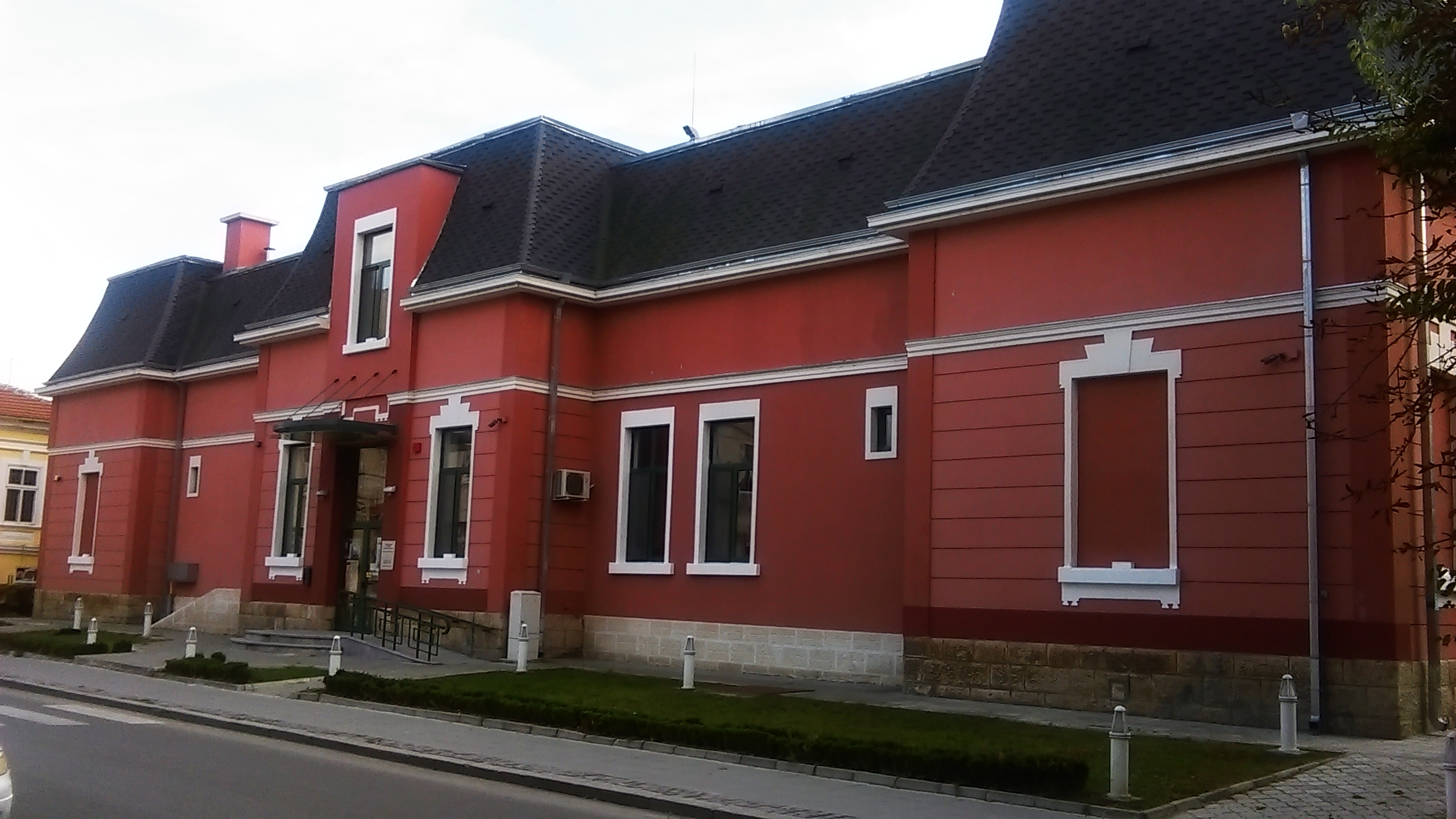
Художня галерея в Разграді, що носить ім'я академіка Ілії Петрова

Його ім'я носять Національна художня академія у Софії та Художня галерея "Проф. Ілля Петров " у рідному Разграді.